# Xã Bainbridge, Michigan
Xã Bainbridge (tiếng Anh: Bainbridge Township) là một xã thuộc quận Berrien, tiểu bang Michigan, Hoa Kỳ. Năm 2010, dân số của xã này là 2.850 người.